# Cervièiras
Cervièiras (en francès Servières) és un municipi francès situat al departament del Losera i a la regió d'Occitània.